# Hansagymnasium Köln
Das Hansagymnasium (auch Hansa-Gymnasium, bis 1941 Oberrealschule am Hansaring) wurde 1899 als städtische Handelsschule eröffnet. Das im neugotischen Stil errichtete Gebäude diente dann ab dem 1. Mai 1901 bis 1907 zusätzlich der auf eine Stiftung des Kölner Industriellen und Politikers Gustav von Mevissen zurückgehenden neu gegründeten Handelshochschule Köln. Ab 1925 wurde die Schule als Oberrealschule geführt. Das Hansagymnasium liegt im Kölner Stadtteil Neustadt-Nord am Hansaring.

## Geschichte

### Gustav von Mevissen und die Handelshochschule

Gustav Mevissen im Jahr 1848. Lithografie nach einer Zeichnung von Valentin Schertle.

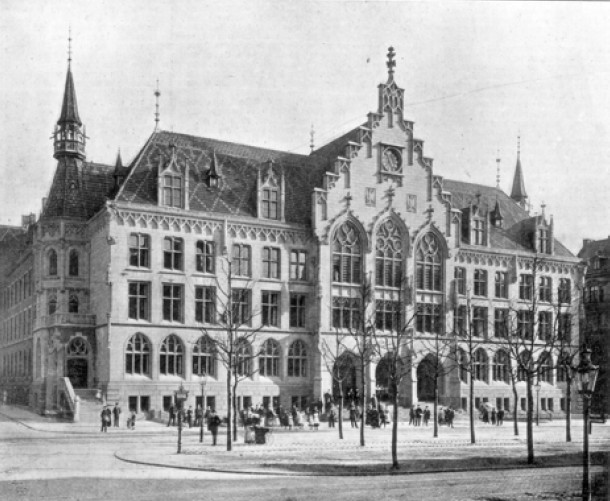
Das Gebäude vor dem Ersten Weltkrieg

Im 18. Jahrhundert entstand erstmals die Idee einer rheinischen Handelshochschule. Von 1776 bis 1778 wurde in der bergischen Landeshauptstadt Düsseldorf das Projekt einer „Handlungs-Academie“ erwogen. Zehn Jahre später plädierte man in Köln für eine solche Einrichtung, da nach der Schließung der alten Universität Köln durch die französische Obrigkeit im Jahre 1798 sich die Stadt zu einem Handelszentrum ohne geistiges Zentrum entwickelt hatte. Es war vor allem von Mevissen, der schon 1847 den Gedanken, der Stadt wieder zu einer Hochschuleinrichtung zu verhelfen, aufgriff und für ihn warb. Da in Bonn bereits seit 1818 eine Universität vorhanden war, dachte er zunächst an eine Technische Hochschule, die jedoch nicht in Köln, sondern in Aachen (1863–1870) eingerichtet wurde.
1866 regte er in einer Denkschrift erneut die „Stiftung von Handelsakademien“ an, die er anlässlich der Goldenen Hochzeit des ihm in persönlicher Bekanntschaft verbundenen Kaiserpaares am 11. Juni 1879 mit der Ankündigung einer Stiftung für einen Hochschulfonds von anfangs 100.000 Mark verband: „Die zu gründende Unterrichtsanstalt muß geistig und in der Methode des Unterrichts auf gleicher Höhe mit der Universität stehen, im Lehrstoff vorwiegend die weite Sphäre des Erwerbslebens zum Vorwurf nehmen und bei der Lehre dieses weitverzweigten Stoffes zugleich die eigentümlichen Bedingungen der Erwerbstätigkeit betonen.“ Neben den Wirtschaftswissenschaften forderte von Mevissen auch folgende Gebiete zu unterrichten: „Weltgeschichte und Geschichte des Deutschen Reiches, Physik und Mathematik, Enzyklopädie der philosophischen Wissenschaften, Literatur und Kunstgeschichte.“
Nach den Vorstellungen Mevissens sollte die neue Hochschule nicht nur der Ausbildung angehender Kaufleute dienen, sondern auch der Fortbildung derer, die bereits im Berufsleben standen. Nachdem die Stadt Leipzig eine Handelsakademie gegründet hatte und Frankfurt am Main ebenfalls eine solche Gründung erwog, entschlossen sich die Kölner Stadtverordneten im Zuge der allgemeinen Welle vieler Neugründungen im Bereich der Handelshochschulen zwischen 1898 und 1919 im Deutschen Reich am 12. Juni 1900, den Vorschlägen Mevissens Gehör zu schenken. Mit der durch die Stadt um 260.000 Mark auf eine Million Mark – wie von Mevissen gefordert – aufgestockten und mittlerweile durch Zustiftungen und einem Legat aus dem Testament der Mevissens angewachsenen Stiftungssumme wurde Mevissens Plan Wirklichkeit. Nach Genehmigung durch das Königreich Preußen vom 19. September wurde die neue Hochschule am 1. Mai 1901 im Hauptflügel der kurz zuvor erbauten Handelsschule eröffnet. Diese Handelshochschule wurde dann 1919 zusammen mit der 1904 gegründeten Akademie für praktische Medizin und der 1912 gegründeten Hochschule für kommunale und soziale Verwaltung in die durch Initiative Konrad Adenauers gegründete Universität zu Köln überführt.
Im Ersten Weltkrieg gab es aufgrund der Einberufungen sowie den freiwilligen Meldungen zum Dienst an der Waffe, einen Überhang an weiblichen Studenten. Noch 1914 waren von den 30 Absolventen der Handelshochschule 21 männlich und neun weiblich, bereits 1915 hatte sich das Verhältnis zu 12:23 gewandelt, im dritten Kriegsjahr änderte es sich zu 5:11 und 1917 stand das Verhältnis der Geschlechter 3:18. Von 1914 bis 1918 bewegte sich der Frauenanteil zwischen 66 und 86 Prozent. Von den 101 Kölner Diplom-Handelslehrerinnen waren 56 katholischer und 40 evangelischer Konfession, die fünf übrigen müssen wohl Jüdinnen gewesen sein; sie stammten zumeist aus (klein-)bürgerlichen Verhältnissen.

### Wandel zum Gymnasium
In den ersten Jahren des Hochschulbetriebes reichten die Räume des Gebäudes für beide Einrichtungen aus. Zu Beginn hatte die Handelshochschule sechs Professoren und weitere Gastdozenten, und die Zahl der eingeschriebenen Studenten belief sich im ersten Semester auf nur 68. Die Anzahl der Studenten wuchs in den Folgejahren rasch, so waren es 1905 schon 304 Immatrikulierte. Aufgrund des weiter anhaltenden Zustromes reichten die Räumlichkeiten nicht mehr aus, so dass man die Handelshochschule 1907 in ein neues größeres Gebäude am Römerpark am entgegengesetzten Ende der Kölner Ringe verlegte (heute Fachhochschule Köln).
Mit Beginn des Schuljahres 1925/1926 wurde der Handelsrealschule eine Deutsche Oberschule in Aufbauform angegliedert. Im Herbst 1926 stimmte der Rat der Stadt Köln für einen Ausbau der bisherigen Handelsrealschule in eine Oberrealschule, diese erhielt den Namen Städtische Oberrealschule am Hansaring. Ebenfalls stimmte der Rat dem Antrag zu, die der Anstalt angegliederte Deutsche Oberschule in eine Oberrealschule umzuwandeln. Im Februar 1930 fand die erste mündliche Reifeprüfung an der Handelsrealschule statt. Im Februar 1931 bestanden zum ersten Mal 19 Oberprimaner an der Aufbauschule die Reifeprüfung und die Aufbauschule wurde ebenfalls als Vollanstalt anerkannt. Hiermit war der Ausbau der alten Handelsrealschule zu einer Oberrealschule vollendet. Sie trug den Namen Oberrealschule am Hansaring mit Aufbauschule i. E. Handelsklasse.

### Niedergang und Aufstieg
Die Zahl der Lehrkräfte verringerte sich zwischen 1934 und 1940 von 38 auf 28. Aufgrund der Einberufungen zur Wehrmacht waren im Jahr 1944 nur noch zwölf Lehrer an der Schule tätig. Unterrichtet wurden durchschnittlich 400 bis 500 Schüler, von denen der größere Teil katholisch war. Im Jahr 1936 wurde der Schule aufgrund der nahezu kompletten Erfassung der Schülerschaft in der Hitler-Jugend die HJ-Fahne verliehen.
Das noch heute genutzte Schulgebäude, das im Jahre 1943 stark beschädigt und zum Kriegsende zu 60 Prozent zerstört worden war, wurde wieder aufgebaut beziehungsweise repariert. Nach dem Krieg wurde die Schule zum naturwissenschaftlichen Jungengymnasium. Diese Geschlechtertrennung hatte 1974 ein Ende, als auch Mädchen zum Besuch des Hansagymnasiums zugelassen wurden.
1958 wurde die unregelmäßig erscheinende Schülerzeitung des Hansagymnasiums, die nach dem gleichnamigen Symbol der Schule benannte Hansekogge (abgekürzt: HAKO) gegründet; damit ist diese eine der ältesten Schülerzeitungen der Bundesrepublik Deutschland. Sie gewann bereits einige Male die Silberne Feder.
Henryk M. Broder, in den 1960er-Jahren Schüler am Hansagymnasium, beschrieb seine Schulzeit mit den Worten: „Sie gehört zu den schlimmsten Erinnerungen meines Lebens. Ich träume noch heute, dass ich das Abitur nicht schaffe. Es war keine Schule, es war ein Zuchthaus. Deswegen möchte ich nichts darüber schreiben.“
Der Ruf der Schule, die noch bis in die 1970er-Jahre ein reines Jungengymnasium war, litt seit den 1980er-Jahren stark; man vermutete durch den hohen Anteil von Migrantenkindern an der Innenstadtschule und deren zusätzlichen Unterrichtsbedarf müsste das Niveau des Unterrichts leiden. Dies führte zu einem zeitweisen Rückgang der Anmeldungen von Schülern, auch von Seiten der Migranten. Unter Eckhard Wieberneit besserte sich der Ruf und der Zuspruch – das Hansagymnasium gilt heute als Kölner Schule mit gutem Ruf.
Zeittafel der Entwicklungen seit 1992:
- 1992 – Erstes der alljährlichen, im eigenen Schullandheim in der Südeifel abgehaltenen, Menschenrechtsseminare.[18]
- 1994 – Das Hansagymnasium wird UNESCO-Projektschule. Infolgedessen werden immer wieder Zeitzeugen oder Historiker wie Philomena Franz[19] und Gideon Greif[20] zu historischen Themen eingeladen.
- 1994 – Von nun an nimmt das Hansagymnasium jährlich an den Schull- und Vedelszöch der Stadt Köln teil.[21]
- 1996 – Seit diesem Zeitpunkt, jedoch erst seit 2010 in Kooperation mit den anderen Teilen der Bildungslandschaft Altstadt-Nord, wird das art special veranstaltet.

Hierzu lädt die Schule bildende Künstler, Literaten und Musiker ein, beispielsweise 2010 u. a. Jaume Cabré und Juli Zeh.
- 2000 – Das Hansagymnasium war eine der ersten dreißig deutschen Schulen, die Islamische Unterweisung lehrten.[23]

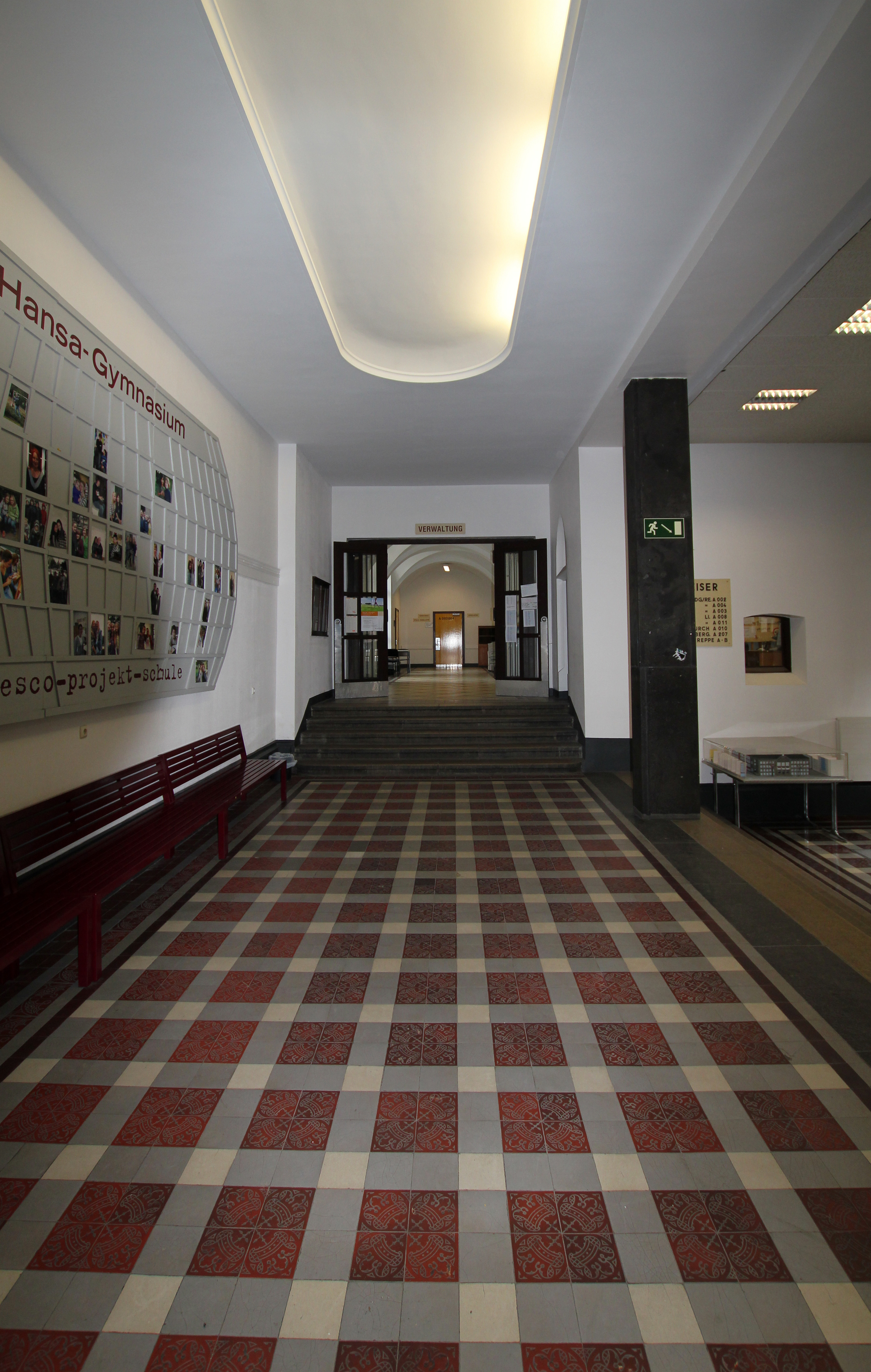
Eingangsbereich, Hochparterre

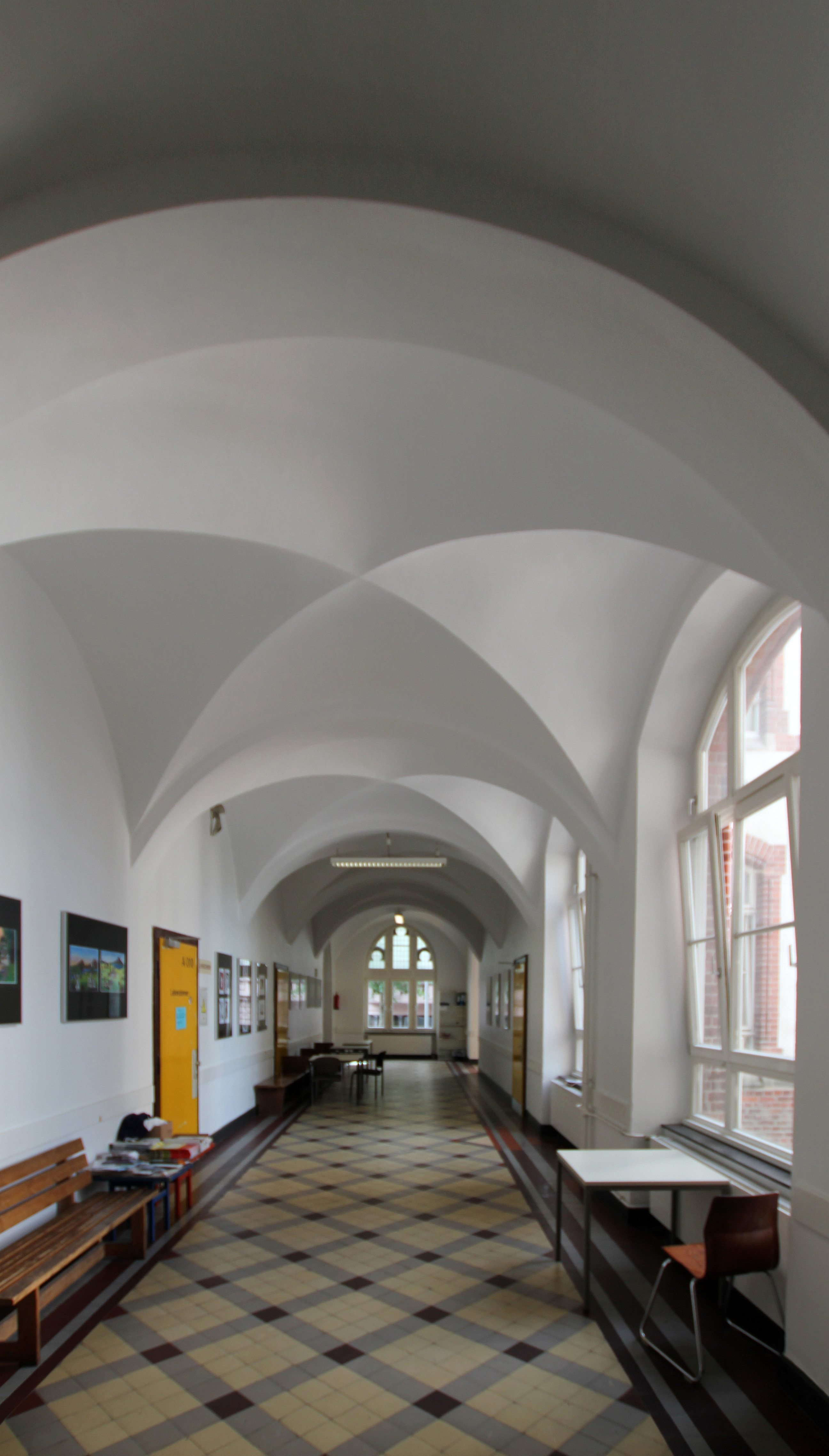
Kreuzgewölbter Korridor

- 2002 – Seitdem findet jedes Jahr der Deutsch-Polnische Schüleraustausch zwischen dem Hansagymnasium Köln, und der Partnerschule, dem VIII. Liceum Ogólnokształcące im. Adama Asnyka in Łódź statt.[24]
- 2006 – Beginn des BAN-Projektes
- 2012 – Aufgrund der Arbeitsmigration nach Köln wird die Internationale Klasse eingerichtet.[25] Sie wird auch von vielen Flüchtlingskindern genutzt.
- 2013 – Das Gymnasium produziert erstmals eigene Karnevalsorden.[26]
- 2014 – Ein Schüleraustausch des Hansagymnasiums mit dem Collège Lucie Faure in Paris findet statt.[27]
- seit 2015 – Das Gymnasium ist wegen Renovierungsarbeiten ins Abendgymnasium Köln umgezogen.

## Das Gebäude

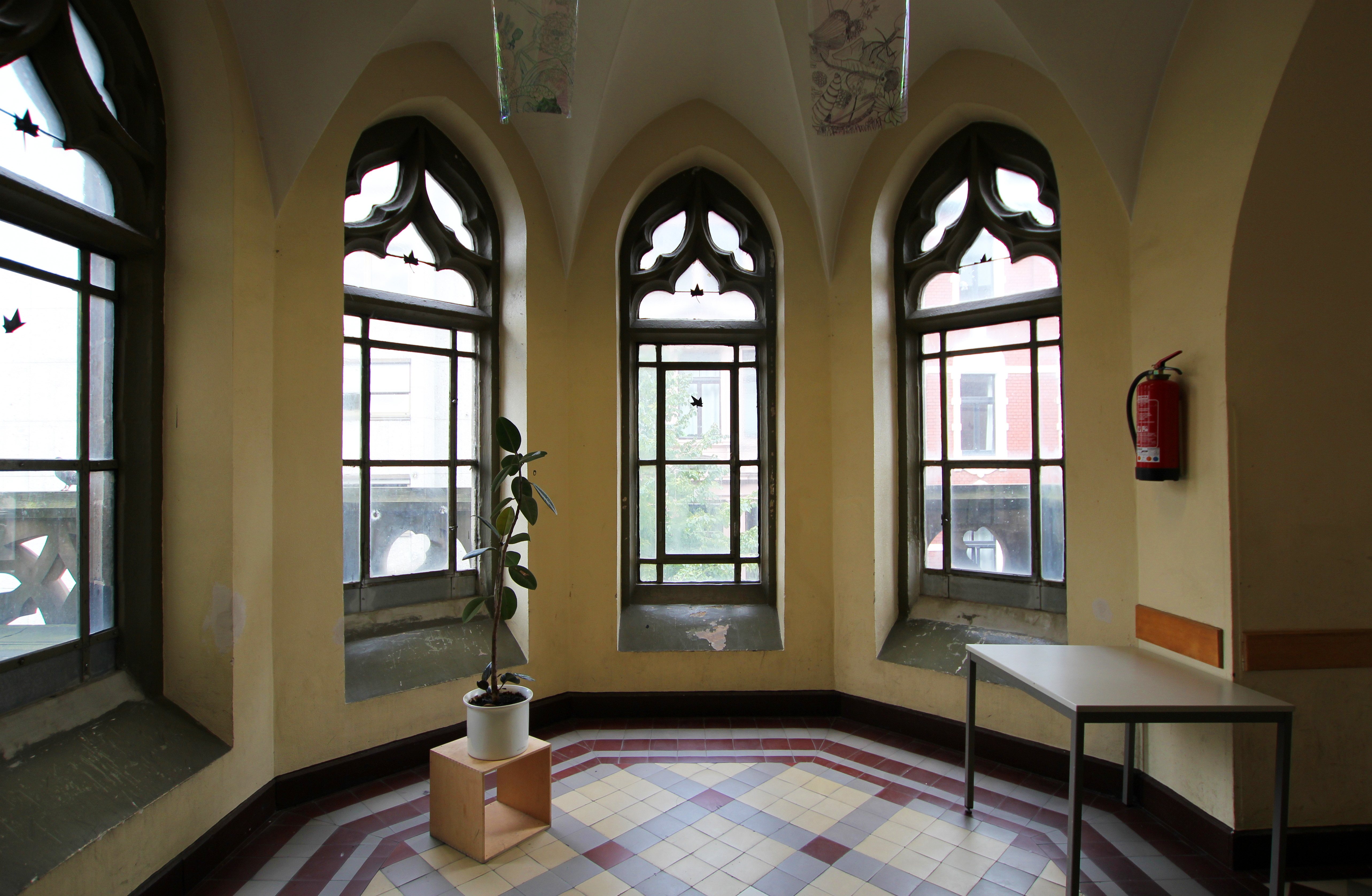
Neugotisches Maßwerk der Fenster

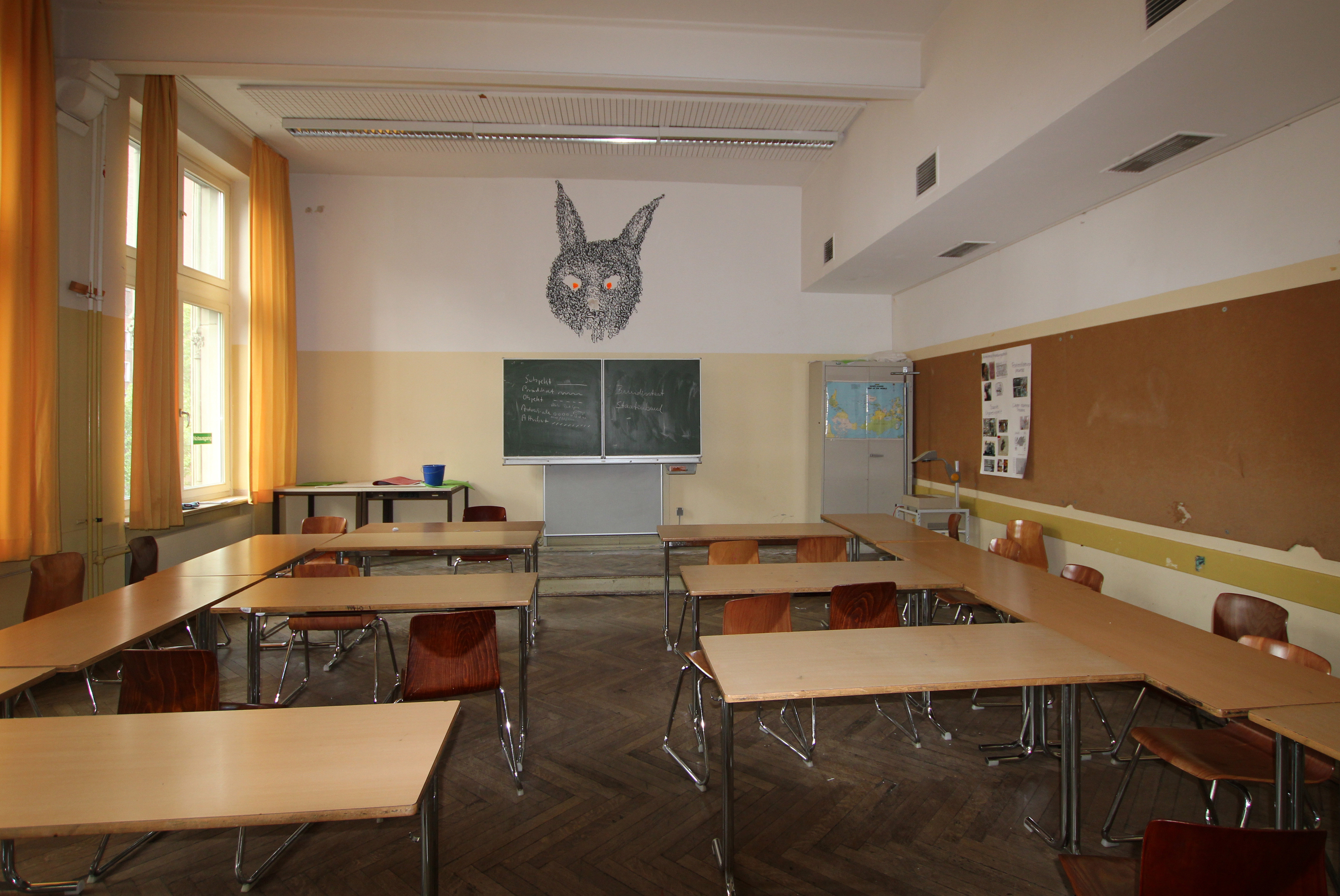
Ein Klassenraum der Schule

Das Bauprojekt wurde 1898 bis 1899 im Auftrag der Stadt nach Plänen des Stadtbaumeisters Friedrich Carl Heimann (1850–1921) als Handelsschule errichtet. Heimann schuf einen mit reichem ornamentalem und figürlichem Schmuck ausgestatteten Bau in neugotischem Stil.
Im Dachbereich erlitt das Gebäude während des Zweiten Weltkrieges starke Beschädigungen. Zwischen 1951 und 1958 wurde der Dachbereich in vereinfachter Form wiederaufgebaut. Die Seitenfassaden wurden in Backstein mit Natursteingliederungen versehen. Ein erheblicher Teil der ursprünglich vorhandenen Türmchen, Erker und sonstigen Verzierungen wie Friese und Kapitellen der Vorderfront fehlen, auch der Giebel ist nicht mehr stufig gestaltet. Die Fassade der Frontseite zum Hansaring wurde in Sand- und Tuffsteinverkleidung gehalten und wird von den mächtigen Fenstern dominiert. Über den Bögen des Haupteingangs sind Standbilder der Persönlichkeiten angebracht, die sich um die Entwicklung des Kölner Handels verdient gemacht hatten:
- Ludolf Camphausen (1803–1890), von 1839 bis 1848 Präsident der Handelskammer
- Johann Friedrich Carl Heimann (1757–1835), Begründer der Kölner Handelskammer
- Peter Heinrich Merkens (1777–1854), Begründer der preußisch-rheinischen Dampfschifffahrt
- Gustav von Mevissen (1815–1899), der Begründer und Stifter der Handelshochschule[29]

Der dreigeschossige Erweiterungsbau an der Ritterstraße wurde in den 1950er-Jahren errichtet. Vor einigen Jahren erfolgte eine grundlegende Fassadenrestaurierung.
2002 wurde die Gebäuderenovierung abgeschlossen. Heute reichen die Räumlichkeiten des dreizügigen Hansagymnasiums bei Weitem nicht mehr aus, um den ca. 800 Schülern angemessene Lernorte anbieten zu können. Aus diesem Grunde wird die Schule einen Anbau erhalten, und im Rahmen der Bildungslandschaft Altstadt-Nord sollen neue Räumlichkeiten (Bibliothek und Selbstlernzentrum, Mensa
und Werkräume) entstehen. Start der Baumaßnahmen sollte 2013 sein, verzögerte sich jedoch auf 2015, momentan ist der Seitenflügel teilweise abgerissen und es wird an der Bibliothek gearbeitet.
Das Gebäude ist denkmalgeschützt und eine der letzten erhaltenen gründerzeitlichen Repräsentationsbauten an den Kölner Ringen. Es diente zweimal als Drehort für Fernsehserien: 2001 bis 2009 für die Serie Mein Leben & Ich, 2010 für kurze Ausschnitte von Der letzte Bulle.

## Schullandheim Bouvier
Das Schloss Bouvier in der Nähe vom rheinland-pfälzischen Niedersgegen, nahe der luxemburgischen Grenze ist im Besitz der Schule und dient als Schullandheim.
Das Gutsschloss aus dem 19. Jahrhundert liegt im sogenannten „Goldenen Grund“ der Südeifel an der Sauer im Eifelkreis Bitburg-Prüm, nahe der luxemburgischen Grenze, und ist Bestandteil der „Schloss- und Hofgüter Körperich-Niedersgegen“.
Von der fünften bis zur achten Klasse fahren die Schüler des Hansagymnasiums einmal jährlich ins Schullandheim Bouvier. 2011 wurde das Schullandheim komplett renoviert.Doch seit 2024 wurde es geschlossen wegen Brandschutz Gefährdung.

## Fächer
Das Abitur wird am Hansagymnasium nach erfolgreicher Beendigung des zwölften Schuljahres erworben. Es existiert eine Internationale Klasse für Schüler mit Migrationshintergrund und geringen oder keinen Deutschkenntnissen.

### Gesellschaftswissenschaften
Es existieren Leistungskurse in Geschichte und Kunst.
Im Wahlpflichtunterricht der Mittelstufe werden Politik/Wirtschaft und Weltkultur unterrichtet.
Es besteht eine Foto-AG, eine Sambagruppe (in Kooperation mit anderen BAN-Schulen), ein Oberstufenchor, eine Theater-AG und eine UNESCO-AG.
Seit 2014 nimmt die Schule an der Kölner Schultheaterwoche teil.

### Naturwissenschaften
Im Biologieunterricht der Sekundarstufe I wird Gesundheitserziehung durchgeführt.
Leistungskurse werden an der Schule in den Fächern Biologie, Chemie (in Kooperation mit der Königin-Luise-Schule) und Mathematik angeboten.
Im Wahlpflichtunterricht der Mittelstufe werden Naturwissenschaften unterrichtet.
Es bestehen eine Naturwissenschafts-AG und eine Mathematik-AG.
Das Hansagymnasium nimmt regelmäßig an Chemie entdecken, der Mathematik-Olympiade und dem mathematischen Känguru-Wettbewerb teil.

### Sprachwissenschaften
Im sechsten Schuljahr können das, in der Schule traditionell hoch belegte, Latein oder Französisch als zweite Fremdsprache gewählt werden. Spanisch oder Französisch (in Kooperation mit der Königin-Luise-Schule) sind ab dem achten Schuljahr, im Rahmen des Wahlpflichtunterrichts, als dritte Fremdsprache und ab der Oberstufe wählbar.
Deutsch, Englisch und Französisch werden in der Oberstufe des Gymnasiums auch als Leistungskurse unterrichtet.
Die Schule besitzt seit der Übernahme eines größeren Teils der Buchbestände aus der ehemaligen Stadtteilbibliothek am Hansaring eine umfangreiche Schulbibliothek.
Es bestehen eine Cambridge-AG und ein Konversationskurs für Spanisch.

### Sport
In den Jahren 1969–1976 wurde die Volleyballmannschaft des Hansa Gymnasiums unter Trainer Henner Huhle 5 × Landesmeister der Schulen und nahm 3 × am Turnier Jugend trainiert für Olympia in Berlin teil.
1972 waren 12 Schüler der Volleyballklasse 11b im Volleyballjugendlager der Olympischen Spiele in München.
1964 bis 1972 wurden am Hansagymnasium 236 Grund- und 72 Leistungsscheine der DLRG zum Rettungsschwimmer von Henner Huhle ausgebildet, mehr als an allen anderen Kölner Gymnasien zusammen.
In der Erprobungsstufe werden vier Schulstunden in der Woche Sportunterricht gegeben, in der Jahrgangsstufe sechs wird Schwimmunterricht gegeben.
Es existieren drei Fußball-AG, eine Marathon-AG und eine Tanz-AG.
Das Hansagymnasium läuft mit traditionell vier Staffeln beim Rhein Energie Schulmarathon mit.
Bei den Stadtmeisterschaften der Schulen im Fußball 2013/2014 erreichte das Hansagymnasium das Finale.

## Personen

### Schüler
- Norbert Burger (1932–2012), von 1980 bis 1999 Oberbürgermeister der Stadt Köln
- Henryk M. Broder (* 1946), Schriftsteller und Journalist, ehemaliger Chefredakteur der Hansekogge[47]
- Hans Wilhelm Schlegel (* 1951), Astronaut
- Ralph Sander (* 1963), Autor
- Tom Buschardt (* 1966), Publizist
- Joti Stamatopoulos (* 1972), Fußballtrainer
- Tillmann Otto (* 1975), Musiker

### Lehrer
- Martin Brand (* 1975), bildender Künstler
- Kurt Holl (1938–2015), Radikaldemokrat und Träger der „Alternativen Kölner Ehrenbürgerschaft“[48]
- Henner Huhle (* 1937), Turner und Landsmannschafter, Dichter und Kurzgeschichtenautor, 1. Volleyballtrainer des Gymnasiums

### Direktoren
- 1897–1899: Otto Wilhelm Thomé
- 1899–1903: Johannes Vogels
- 1903–1922: Konrad Cüppers
- 1923–1931: Paul Holzapfel
- 1931–1933: Wilhelm Steinforth
- 1935–1945: Johannes Becker (kommissarisch ab 1934)[11]
- 1945–1961: Dr. Johannes Halfmann (vorher Humboldt-Gymnasium Köln)
- 1961–1974: Adolf Kagel
- 1978–1993: Gisbert Gemein (ab 1. Februar Schiller-Gymnasium)[49]
- 1993–2002: Eckhard Wieberneit
- 2003–2012: Horst Kahl
- 2012–2015: Norbert Subroweit
- 2015–2016: Ulrike Thiede (kommissarisch)
- 2016–2017: Niels Menge (kommissarisch)
- 2017–2022: Erika Nausester-Hahn
- seit 2022: Moritz Magdeburg